# Rennrodel-Europameisterschaften 1978
Die Rennrodel-Europameisterschaften 1978 fanden vom 11. bis 12. Februar im schwedischen Hammarstrand statt, an der Sportler aus dreizehn Ländern teilnahmen. Hammarstrand war nach 1970 und 1976 zum dritten Mal Austragungsort dieses Wettbewerbes.
Elisabeth Demleitner konnte ihren Titel aus dem Vorjahr erfolgreich verteidigen.

## Einsitzer der Frauen
| Platz | Sportler             | Land | Gesamtzeit Rückstand |
| ----- | -------------------- | ---- | -------------------- |
| 1     | Elisabeth Demleitner | FRG  | 2:50,21              |
| 2     | Anna Majewskaja      | URS  | 2:52,29 / +2,08      |
| 3     | Vera Zozuļa          | URS  | 2:53,08 / +2,87      |
| 4     | Teresa Bugajczyk     | POL  | 2:55,18 / +4,97      |
| 5     | Anneli Näsström      | SWE  | 2:56,09 / +5,88      |
| 6     | Teresa Maziarz       | POL  | 2:56,75 / +6,55      |

## Einsitzer der Männer
| Platz | Sportler              | Land | Gesamtzeit Rückstand |
| ----- | --------------------- | ---- | -------------------- |
| 1     | Paul Hildgartner      | ITA  | 2:59,93              |
| 2     | Hans Rinn             | GDR  | 3:01,66 / +1,73      |
| 3     | Wladimir Schitow      | URS  | 3:03,07 / +3,14      |
| 4     | Manfred Schmid        | AUT  | 3:03,83 / +3,90      |
| 5     | Peter Gschnitzer      | ITA  | 3:04,12 / +4,19      |
| 6     | Hans-Heinrich Winkler | GDR  | 3:04,49 / +4,56      |

## Doppelsitzer der Männer
| Platz | Sportler                          | Land | Gesamtzeit Rückstand |
| ----- | --------------------------------- | ---- | -------------------- |
| 1     | Hans Rinn Norbert Hahn            | GDR  | 1:20,75              |
| 2     | Bernd Hahn Ulrich Hahn            | GDR  | 1:21,22 / +0,47      |
| 3     | Jindřich Zeman Vladimír Resl      | TCH  | 1:21,87 / +1,12      |
| 4     | Peter Gschnitzer Karl Brunner     | ITA  | 1:21,89 / +1,14      |
| 5     | Hans Brandner Balthasar Schwarm   | FRG  | 1:21,92 / +1,17      |
| 6     | Waleri Jakuschin Wladimir Schitow | URS  | 1:21,99 / +1,24      |

## Medaillenspiegel
| Platz | Land                            | Gold | Silber | Bronze | Gesamt |
| ----- | ------------------------------- | ---- | ------ | ------ | ------ |
| 1     | Deutsche Demokratische Republik | 1    | 2      | –      | 3      |
| 2     | Italien                         | 1    | –      | –      | 1      |
| 2     | BR Deutschland                  | 1    | –      | –      | 1      |
| 4     | Sowjetunion                     | –    | 1      | 2      | 3      |
| 5     | Tschechoslowakei                | –    | –      | 1      | 1      |